# Noan-myeon
Noan-myeon (koreanska: 노안면) är en socken i stadskommunen Naju i provinsen Södra Jeolla i den sydvästra delen av Sydkorea, 280 km söder om huvudstaden Seoul.